# Ahmad Kasravi

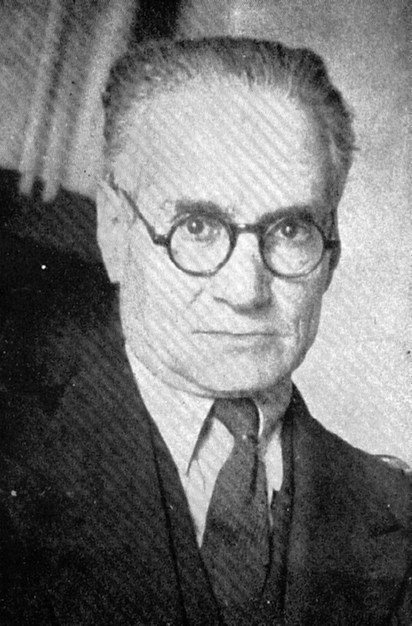
Ahmad Kasravi

Sayyed Ahmad Kasravi (persisch احمد کسروی Ahmad Kasrawi; * 29. September 1890 in Täbris; † 11. März 1946 in Teheran) war ein iranischer Sprachwissenschaftler, Historiker, Jurist, zum Mullah ausgebildeter, aber schon in jungen Jahren säkularer Religionskritiker und Philosoph. Kasravi erlag einem Mordanschlag, nachdem hochrangige Kleriker eine Fatwa gegen ihn erlassen hatten.

## Leben
Ahmad Kasravi wurde in Hokmavar – einem kleinen Dorf bei Täbris – geboren. Ahmad kam aus einer Azeri-Familie. Der Beiname Sayyed bedeutet, dass sich seine Familie mit dem Propheten Mohammed in einer Verwandtschaftslinie sah. Er besuchte zunächst eine islamische Grundschule und lernte persisch und arabisch. Nach dem frühen Tod seines Vaters musste Ahmad Kasravi zunächst den Schulbesuch beenden und das Teppichgeschäft des Vaters übernehmen. Auf Wunsch seiner Familie schrieb er sich in das theologische Seminar von Täbris ein und absolvierte eine vierjährige Ausbildung zum Prediger. Bereits in jungen Jahren kritisierte Ahmad Kasravi den Lebensstil der Prediger, die sich „mit dem Erzählen von Lügengeschichten ein bequemes Leben machen, während die ungebildete Bevölkerung in Armut lebt“.
Kasravi war 16 Jahre alt, als die Konstitutionelle Revolution im Iran begann. Er nahm aktiv an der Bewegung teil und dokumentierte später die Geschichte der konstitutionellen Bewegung in einem zweibändigen Standardwerk zur konstitutionellen Revolution. Als russische Truppen 1911 Täbris besetzten, nutzte Ahmad Kasravi seine Position als Prediger und agitierte gegen die russischen Besatzer und für die konstitutionelle Revolution. Einige konservative Geistliche in Täbris, die sich gegen die konstitutionelle Revolution ausgesprochen hatten, erklärten, dass Kasravi vom rechten Glauben abgefallen sei, was zu einem Ende seiner Tätigkeit als Prediger führte. Kasravi gab sein Leben als Geistlicher auf und begann 1915 mit 25 Jahren, als Lehrer für Arabisch an der American Memorial School zu arbeiten. Seine Anstellung ermöglichte es ihm zudem, Englisch zu lernen. Später nahm Ahmad Kasravi eine Stelle als Lehrer für arabisch an dem einzigen staatlichen Gymnasium in Täbris an. 1919 zog Ahmad Kasravi nach Teheran, um dort als Lehrer für arabisch an einem staatlichen Gymnasium zu arbeiten.
1920 begann er eine Laufbahn beim Justizministerium. Kasravi ließ sich zu einem Richter ausbilden und arbeitete zehn Jahre für das iranische Justizministerium auf verschiedenen Posten in Täbris, Mazandaran und Chusestan. Neben seiner Tätigkeit für das Justizministerium beschäftigte sich Kasravi auch mit den in seinem Amtsbezirk gesprochenen Sprachen und veröffentlichte zahlreiche Artikel und Bücher auf dem Gebiet der Sprachwissenschaften. Diese Veröffentlichungen machten Kasravi unter den meist sprachwissenschaftlich ausgerichteten Orientalisten weltweit bekannt. Kasravi wies nach, dass die Altaserbaidschanische Sprache, im Gegensatz zum modernen Aserbaidschanischen, zur Gruppe der Iranischen Sprachen gehörte.
Nach der Ablösung der Kadscharendynastie durch Reza Schah Pahlavi im Jahr 1925 bot der neue Justizminister Ali-Akbar Davar Kasravi die Stelle des Generalstaatsanwalts an. Davar überredete Kasravi, endlich seinen Turban abzunehmen. Kasravi kaufte sich „Hut, Anzug und Krawatte, ließ von sich in seinem neuen Outfit ein Foto machen und sandte es an Davar“. Nach zwanzig Tagen gab er auf eigenen Wunsch die Stelle des Generalstaatsanwalt aber wieder auf, um als vom Justizministerium besoldeter Anwalt zu arbeiten. In seiner Freizeit veröffentlichte er weitere sprachwissenschaftliche Artikel.
1930 übernahm Ahmad Kasravi im Justizministerium die Stelle des Generalinspekteurs. In populären Schriften wandte er sich gegen den schiitischen Klerus und kritisierte auch den iranischen Literaturkanon und hier besonders die Überbetonung von Hafis. Nach der Gründung der Universität Teheran wurde ihm eine Professur angeboten. Bedingung war allerdings, dass er seine kritischen Artikel zur iranischen Literatur widerrufen würde. Kasravi lehnte ab.

Seine Hauptkritik am schiitischen Klerus richtete sich gegen dessen politischen Machtanspruch. Kasravi erkannte, dass die Versuche des schiitischen Klerus, direkten Einfluss auf politische Entscheidungen auszuüben bzw. selbst politische Ämter zu übernehmen, eine Gefahr für den iranischen Staat darstellten. Milani schreibt: 

„Vier Jahrzehnte vor der Gründung der Islamischen Republik machte Kasravi darauf aufmerksam, dass der schiitische Klerus behaupte, dass die Macht im Staat ihm gehöre, und dass jede andere Regierungsform letztlich illegal sei. Seine Warnungen wurden in den Wind geschlagen.“

## Gesellschaftskritische Analysen
Ahmad Kasravi entwickelte in seinen auf positivistischen Überlegungen basierenden Schriften eine eigene Vorstellung davon, wie die gesellschaftlichen Probleme Irans gelöst werden könnten. Bei seinen Analysen ging er wissenschaftlich systematisch vor und entwickelte Problemlösungen, die auf die besondere gesellschaftliche und politische Situation Irans abgestimmt waren. Grundannahme seiner sozialwissenschaftlichen Analysen war die Vorstellung, dass menschliches Verhalten von den Ideen und Einstellungen eines Menschen abhinge. Eine weitere Annahme Kasravis war, dass die Probleme Irans miteinander verwoben wären und daher nur in einer umfassenden gesellschaftlichen Reform gelöst werden könnten. Die dritte Annahme Kasravis war, dass die Probleme Irans sich über die Jahrhunderte entwickelt hätten, und daher nur unter Berücksichtigung der historischen Bezüge verstanden und gelöst werden könnten. Mit diesen Annahmen stellte sich Kasravi gegen die herrschende gesellschaftspolitische Meinung, die davon ausging, dass die Probleme Irans durch Einmischung von außen entstanden wären. Kasravi machte deutlich, dass die Probleme Irans einzig und allein der inneren Natur der iranischen Gesellschaft geschuldet seien. Die Hauptschuldigen an der unterentwickelten Lage der iranischen Gesellschaft waren für Kasravi die schiitischen Geistlichen, die seiner Meinung nach die Bevölkerung bewusst mit Irrlehren in die Unwissenheit führten. Auch hielt Kasravi wenig davon, mit Hilfe von in Europa entwickelten politischen Konzepten, wie beispielsweise dem Kommunismus, die Probleme im Iran lösen zu wollen. Die Probleme Irans seien „hausgemacht“ und erforderten daher auch einen „iranischen Weg“. Als Hauptprobleme der mangelhaften Entwicklung Irans nannte Kasravi:
1. Die schiitische Religion und deren schädliche Irrlehren
2. Materialistische Ideologien, insbesondere der Kommunismus
3. Sprachliche Diversität
4. Nomadische Lebensweise
5. Mangelhafte Bildung, Fehlen von Naturwissenschaft und Technik
6. Mangelhaftes Erziehungs- und Bildungswesen
7. Mangelhaftes Rechts- und Verwaltungssystem
8. Falsche Vorstellungen über die wirtschaftlichen Gesetzmäßigkeiten
9. Mangelhaft entwickelte Landwirtschaft und Unterentwicklung des ländlichen Raumes
10. Mangelhaftes öffentliches Gesundheitswesen

Mit der Kritik an der Religion als dem Hauptproblem der iranischen Gesellschaft machte sich Kasravi die schiitische Geistlichkeit zum Feind. Die Kritik Kasravis wurde von Ruhollah Chomeini in dem 1944 anonym veröffentlichten Buch Kašf al-asrār (Enthüllung der Geheimnisse) aufgegriffen. Ohne Kasravi direkt zu nennen, formulierte Chomeini in seiner Kritik am säkularen Staat und der Trennung von Staat und Religion einen Gegenentwurf zu Kasravis Vorstellungen. Nur eine Regierung der Geistlichkeit könne nach Chomeini die Probleme der iranischen Gesellschaft lösen.
Kasravi ließ sich allerdings weder von Chomeini noch von anderen Kritikern seiner Schriften einschüchtern. In zahlreichen Artikeln griff er die Irrlehren der schiitischen Geistlichkeit an und nannte das Schiitentum eine Sekte, die aus der Religion ein Geschäft gemacht hätte. Der Titel seines Buches Schi'igari, in dem Kasravi seine Kritik am Schiitentum zusammenfassend darstellt, bedeutet wörtlich übersetzt Kaufladen Schiitentum.
Nachdem Kasravi mit Argumenten nicht zum Schweigen gebracht werden konnte, beschloss man in den Kreisen der schiitischen Geistlichkeit, Kasravi umbringen zu lassen. Ayatollah Shahabadi, der Lehrer Chomeinis, bestätigte die Apostasie Kasravis. Damit war sein Todesurteil gesprochen.

## Islamkritische Analysen
Kasravis kritische Auseinandersetzungen mit dem Islam basieren auf zwei Annahmen:
1. Es gibt zwei Arten des Islam: Den Islam, der von Mohammad begründet wurde und für mehrere hundert Jahre existiert, und den Islam von heute, der sich in vielen verschiedenen Formen und Sekten manifestiert. Diese beiden Versionen des Islams haben nur wenig miteinander gemein und widersprechen sich in vielen Fällen.
2. Die ursprüngliche Form des Islam, wie er von Mohammad begründet wurde, ist nicht in der Lage, die Komplexität der modernen Welt zu erfassen und deren gesellschaftliche und spirituelle Probleme zu lösen.

Mohammads Islam besteht nach Kasravi grob gesprochen aus zwei Komponenten: einer ideologischen und einer politischen Komponente. Kasravi behauptet, dass die ursprünglichen Glaubensgrundsätze, die die ideologische Komponente des Islam ausmachen, ihre originäre Kraft verloren hätten, weil die Muslime neue Ideen und religiöse Konzepte entwickelt hätten, die den alten Glaubensgrundsätzen widersprächen. Gemeint ist hier vor allem das Shiitentum, das dem Sunnitentum in vielen Glaubensgrundsätzen widerspricht. Die politische Dimension des Islam habe nach Kasravi seine Relevanz verloren, da die Muslime schon vor langer Zeit die Idee eines einheitlichen islamischen Staatswesens aufgegeben hätten. Muslime leben in voneinander separierten Nationalstaaten. Dies gilt selbst für die arabischen Staaten, die zwar die gemeinsame Sprache nicht aber der gemeinsame Glaube verbinde. Islamische Gesetze seien in vielen Staaten durch an der westlichen Gesetzgebung angelehnte Gesetze abgelöst worden, und jeder Versuch, die alten islamischen Gesetze wieder einzuführen, würde zu erheblichen sozialen Konflikten führen. Auf das Argument, dass man nur den „wahren Islam“ einführen müsse, um alle gesellschaftlichen und spirituellen Probleme zu lösen, pflegte Kasravi zu antworten: „Wissen Sie denn, was der ‚wahre Islam‘ ist? Und warum hat man denn vor Jahrhunderten den ‚wahren Islam‘ aufgegeben, wenn man mit dem ‚wahren Islam‘ angeblich alle gesellschaftlichen Probleme lösen kann.“
Kasravi machte in seiner Kritik auch nicht vor dem Koran halt. Er argumentierte, dass der Koran kein einziges Problem von sich aus lösen würde. Als Beleg führte er das Leben Mohammads und die Tatsache an, dass Mohammad erst zu den Waffen greifen musste, um seine Landsleute vom Islam zu überzeugen. Die Macht des Wortes alleine reichte also nicht aus, um aus Ungläubigen gläubige Muslime zu machen. Kasravi griff auch die Behauptung an, dass der Koran für alle Zeiten gültig sei. So erinnerte er daran, dass der Koran Sklaverei erlaube, die Demokratie als Staatsform ablehne und Behauptungen enthalte, die eindeutig wissenschaftlich widerlegt seien, wie dass die Erde flach sei.
Nach Kasravi hat der Koran seine magische Wirkung auf den Menschen von heute verloren. Er wird nur noch von den Leuten zitiert, die sich einen Vorteil davon versprechen. Wer behauptet, alles Wissen der Menschheit stehe im Koran, ist wie ein Mann, der behauptet, dass in seinem Garten ein Baum wachse, der alle Früchte dieser Welt hervorbringen kann. Wenn man dann diese Behauptung überprüfen wolle, gehe er vorher in einen Obstladen, kauft die Früchte der Jahreszeit, bindet sie an die Zweige des Baumes und ruft die Leute, damit sie die Kunde von dem Wunderbaum in alle Welt tragen.

## Kritik des Velayat-e Faqih
Ahmad Kasravi setzte sich intensiv mit dem politischen Führungsanspruch der iranischen Geistlichkeit und dem Konzept des Velayat-e Faqih auseinander. Zusammengefasst lässt sich die Idee des Velayat-e Faqih wie folgt beschreiben:
1. Der einzig wahre Herrscher ist Gott.
2. In seinem Namen hat sein Prophet, Mohammad, in der Welt geherrscht, gefolgt von den zwölf Imamen.
3. Der zwölfte Imam verschwand 874, um erst dann zurückzukehren, wenn Gott ihn dazu anweist.
4. Während seiner Abwesenheit sind alle weltlichen Herrscher illegitim. Sie sind per Definition fa'er (Unterdrücker) und ghaseh (Usurpatoren), denen Muslime die Gefolgschaft verweigern sollen.
5. Die geistlichen Rechtsgelehrten (fuqaha) sind als Repräsentanten des zwölften Imams die einzig legitimen Führer der Gläubigen.

Dieser zunächst auf religiöse Fragen begrenzte Führungsanspruch wurde schrittweise auf die politischen Ebene ausgedehnt. Chomeini beanspruchte als Vertreter der Geistlichkeit unmissverständlich auch die politische Macht im Iran. Insofern kann die Islamische Republik Iran, die das Prinzip des Velayat-e Faqih in die iranische Verfassung aufgenommen hat, beanspruchen, der erste Staat zu sein, der dieses theoretische Konzept in die Praxis umgesetzt hat.
Ahmad Kasravi war der erste, der die politische Klasse Irans auf den Herrschaftsanspruch der iranischen Geistlichkeit aufmerksam machte und sich mit ihm öffentlich auseinandersetzte. In einem 1942 erschienenen Artikel, mit dem Titel Botschaft an die Mullahs von Täbris, griff Kasravi die Forderungen der Geistlichkeit als unbegründet an. Zudem hielt er die religiösen Gesetze der Scharia für völlig ungeeignet, um eine komplexe Gesellschaft des 20. Jahrhunderts damit regieren zu können. Er führte ferner aus, dass im Iran eine Konstitutionelle Revolution stattgefunden hätte, um die absolutistische Monarchie durch eine demokratisch legitimierte Regierung zu ersetzen, so dass die Forderungen nach einer Regierung der Geistlichkeit, die sich aus rein religiösen Vorstellungen heraus legitimiere, dazu im Widerspruch stünden. Kasravi hielt es für ausgeschlossen, dass die Iraner diese Regierungsform, für die sie von 1906 bis 1911 gekämpft hatten, durch eine islamische Regierung unter Führung der Geistlichkeit ersetzt sehen wollten.
1943 veröffentlichte Ali Akbar Hakamizadeh, der Kasravi gut kannte, sein Buch Die Geheimnisse von tausend Jahren, in dem er die Argumente Kasravis aufgriff und als Fragen an die Geistlichkeit neu formulierte. 1944 antwortete dann Chomeini mit dem Buch Die Enthüllung der Geheimnisse, in dem er die Argumente Kasravis direkt angriff, ohne ihn allerdings persönlich zu nennen. Chomeini sprach nur vom Abenteurer aus Täbris.

## Ermordung
Am 11. März 1946 wurde Kasravi von zwei Mitgliedern der von Abol-Ghasem Kaschani initiierten und von Navvab Safavi gegründeten Fedajin-e Islam niedergeschossen und mit 27 Messerstichen getötet. Auch sein Assistent, der ihn begleitet hatte, wurde umgebracht.
Wenige Monate vorher hatten hochrangige Kleriker eine Fatwa erlassen, dass Kasravi ein „Verderbnisstifter auf Erden“ (Mofsed-e fel Arz) sei, was einem Todesurteil gleichkam. Geistliche warben Navvab Safavi an, bezahlten ihm die Reise nach Teheran und gaben ihm den Auftrag, Kasravi umzubringen. Safavi kam, traf Kasravi und diskutierte mit ihm über den Islam. Am 28. April 1945 schoss Safavi mit einem Revolver auf Kasravi. Der erste Schuss war jedoch nicht tödlich. Da die Pistole klemmte, konnte Kasravi entkommen und überlebte das Attentat.
Premierminister Mohsen Sadr entließ den Attentäter nach drei Wochen aus dem Gefängnis. Wenig später wurde gegen Kasravi auf Veranlassung von Premierminister Mohsen Sadr und Parlamentspräsident Mohammad Sadeq Tabatabai ein Verfahren wegen „antiislamischer Ansichten“ eröffnet. An dem besagten 11. März 1946 ging Kasravi mit seinem Assistenten zum Justizministerium, um in einem Büro im 3. Stock des Justizministeriums seine Aussage zu den gegen ihn erhobenen Anschuldigungen zu machen. Doch dazu sollte es nicht mehr kommen. Die Mörder, unter ihnen Hossein Emami, Mitglied der Fedajin-e Islam, betraten den Raum und vollstreckten das Urteil, das die Geistlichen unlegitimiert über Kasravi gefällt hatten.
Mit der baldigen Freilassung der Mörder Kasravis beschritt das iranische Rechtssystem einen Weg, der weitere politisch motivierte Morde geradezu herausforderte, die am Ende zur Islamischen Revolution führen sollten. Die Geistlichkeit setzte Premierminister Ahmad Qavām mit dem Argument unter Druck, Kasravi sei ein Apostat gewesen. Er hätte nach den Gesetzen des Islam den Tod verdient. Die Forderungen wurden im Kabinett diskutiert, und das Mitglied der Tudeh-Partei Iraj Eskandari und Finanzminister Abdolhossein Hazhir stimmten den Forderungen der Geistlichkeit zu. Allein Justizminister Allahyar Saleh, Mitglied der Demokratischen Partei Iran und später zweitwichtigste Person nach Mohammad Mossadegh in der Nationalen Front,  widersprach den Forderungen der Geistlichkeit und wollte die Mörder Kasravis als das verurteilt sehen, was sie waren, Mörder. Qavam bildete daraufhin sein Kabinett um, Saleh wurde entlassen, und der neue Justizminister Ali Akbar Musavizadeh entließ die Mörder Kasravis aus dem Gefängnis.
Für die Geistlichkeit bedeutet dieser Sieg, dass man ungestraft morden konnte, solange man sich im Rechtsrahmen des Islam bewegte. Das unter Reza Schah entwickelte säkulare Strafgesetz des Iran fand in diesem Fall keine Anwendung mehr. Der erste Schritt zu einem islamischen Rechtsverständnis war getan. Weitere sollten folgen.

## Bücher von Ahmad Kasravi
Ahmad Kasravi veröffentlichte über siebzig Bücher. Darunter:
- Tārikh-e Mashruteh-ye Iran (تاریخ مشروطهٔ ایران, ‚Geschichte der Konstitutionellen Revolution Irans‘, in Persisch). Negāh Publications, Tehran, 2003, ISBN 964-351-138-3.
- History of the Iranian Constitutional Revolution: Tārikh-e Mashrute-ye Iran. Band I. Übersetzt ins Englische von Evan Siegel. Mazda Publications, Costa Mesa CA 2006, ISBN 1-56859-197-7.
- Shi'igari (شيعيگرى). Erhältlich in der englischen Übersetzung von M. R. Ghanoonparvar unter: On Islam and Shi'Ism. Mazda Pub, 1990, ISBN 0-939214-39-3.